# 羅伯·邦特耶
羅伯·邦特耶（荷蘭語：Rob Bontje；1981年5月12日—）是一位荷蘭排球運動員。他現在效力於德國球隊柏林排球俱樂部。他也是荷蘭國家男子排球隊的一員，代表荷蘭參加了2004年奧運會的比賽。